# Perte d'exploitation
La perte d'exploitation, en finance, est le préjudice économique des entreprises lié aux pertes subies ou aux gains manqués à la suite d'une activité réduite, voire un arrêt complet d'activité.
Généralement consécutive à un sinistre lié un dommage matériel affectant le lieu ou les moyens d’exploitation, une perte d'exploitation peut être également non consécutive s'agissant d'une perte sans dommage matériel (fermeture administrative, etc.) voire purement commerciale, notamment en cas de concurrence déloyale ou de rupture abusive de contrat. On l’évoque parfois sous les noms de préjudice financier, économique, professionnel, concurrentiel, d’atteinte portée au patrimoine, etc.
Pour autant, il n’y a pas de définition légale de la perte d’exploitation. La comptabilité légale ne s’y intéresse pas directement et le droit français ne la définit pas spécifiquement contrairement au pur economic law[C'est-à-dire ?]

## Aspects juridiques

### En France
Pour tenir compte de certaines spécificités des préjudices économiques, la Cour de cassation a développé vers 2007 une réflexion (cycle de séminaires « Risques, assurances, responsabilités) sur les aspects théoriques de la réparation du préjudice économique : Réparation intégrale et typologie des préjudices. Se sont ajoutés des travaux d’experts-judiciaires et particulièrement ceux du 50e congrès de la Compagnie nationale des experts-comptables de justice du 30 septembre 2011. L’enjeu est à chaque fois de clarifier la notion de préjudice économique afin de mieux maîtriser sa réparation. Également, il y a eu une importante communication de la Cour de cassation sur « Le préjudice économique des entreprises » par Nicolas Régis, magistrat, a été publiée au BICC no 781 du 1er mai 2013.
Face à un préjudice mettant en cause la faute ou l’erreur d’un tiers, il convient de distinguer si la victime y est liée contractuellement (responsabilité contractuelle) ou non (responsabilité extra-contractuelle (anciennement responsabilité délictuelle ou quasi délictuelle). Sauf limitations contractuelles s’imposant comme « la loi des parties », le système d’indemnisation a pour but de remettre la victime dans la situation qui aurait été la sienne si les faits dommageables n’avaient pas eu lieu, selon le principe dit de la réparation intégrale « le propre de la responsabilité civile est de rétablir, aussi exactement que possible, l’équilibre détruit par le dommage et de replacer la victime dans la situation où elle se serait trouvée si l’acte dommageable n’avait pas eu lieu » (Civ. 2e, 28 oct. 1954, Bull. civ. II, no 328)

### Aspect assurantiel des pertes d'exploitation
Dans le langage de l'assurance, elle résulte d'un préjudice matériel (incendie, inondation, bris de machine, etc.).
L'assurance des pertes d'exploitation fait généralement l'objet de polices spécifiques, en complément des assurances portant sur les éléments matériels (garanties incendie, catastrophe naturelle, vol ou acte de vandalisme, , etc.). Il existe deux grands types de contrat : les contrats standards, visant à reconstituer la marge brute telle qu'elle aurait pu légitimement être espérée et à couvrir les frais fixes pendant la période d'interruption de l'activité, et des contrats spécifiques indemnisant en sus des pertes de nature financière telles qu'intérêts ou indemnités de retard, lorsque les contrats conclus avec les clients prévoient de telles clauses.
Les pertes liées à des causes immatérielles (rupture abusive de contrat par un client ou un fournisseur) ne relèvent pas des assurances perte d'exploitation, mais peuvent être couvertes en faisant jouer des clauses de la responsabilité civile du tiers incriminé. Les pertes liées à des risques matériels chez un sous-traitant restent assurables au titre des garanties pertes d'exploitation.

### Indemnisation
D’un point de vue économique et comptable, la réparation d’une perte d’exploitation concerne le dédommagement d’un préjudice par le versement d’une indemnité financière. Cette créance de réparation naît au jour du dommage en matière extra-contractuelle et à la date du contrat ou de la mise en demeure en matière contractuelle, mais est évaluée à la date du jugement (arrêt de la Cour de cassation du 23 mars 1942, D. 1942-J, p. 118)
Il appartient à la victime de chiffrer sa demande avec les différents justificatifs des postes composants le préjudice total. Un arrêt ou une diminution d’activité engendre une perte de chiffre d’affaires. Ainsi, c’est le chiffre d’affaires perdu qui engendre une perte d’exploitation, mais c’est la marge sur les coûts variables perdue rapportée au chiffre d’affaires perdu qui est indemnisable puisque les charges variables supportées par l’entreprise s’ajustent selon le niveau d’activité et ainsi diminuent proportionnellement à la diminution d’activité. Ainsi, l’indemnisation d’une perte d’exploitation par la marge sur les coûts variables vise à couvrir les charges fixes plus le bénéfice éventuel.

### Détermination du montant
En cas de sinistre total, le capital à assurer et servant au calcul des primes correspond à la marge brute de l'entreprise sur le dernier exercice clos, sur une durée à définir par le chef d'entreprise, généralement comprise entre 1 et 3 ans. Il est augmenté des charges fixes (salaires, etc.)
Le calcul exact des indemnités se fait à dire d'expert, après vérification que les pertes d'exploitation sont consécutives à des sinistres matériels assurés, et après prise en compte des indemnités déjà versées pour le sinistre matériel : en particulier, il est vérifié que la marge potentiellement générée à partir des stocks, s'ils n'ont pas été totalement détruits, n'a pas déjà fait l'objet d'une couverture au titre des assurances directes. Dans tous les cas, la garantie est limitée aux pertes de marge réellement subies, et il peut exister des clauses de réduction de la garantie en cas d'assurance des biens d'un montant insuffisant.

## Cas du covid-19
En 2020, alors que les conséquences économiques du confinement sont importantes pour les commerçants, SATEC courtier d’AXA est assignée en justice pour refus d'indemnisation des pertes d'exploitation. L’exploitant à l’origine de la plainte soutient que Satec affirme que la fermeture des restaurants en France à partir du 14 mars a été le fruit de l’initiative des restaurateurs et non une fermeture administrative ce que les contrats aurait alors automatiquement couvert. Le tribunal de commerce de Paris donne raison au restaurateur le 22 mai 2020 et Axa annonce faire appel.